# Follow Me (film 2020)
Follow me, noto anche come No Escape, è un film del 2020 scritto e diretto da Will Wernick.
Il film è interpretato da Holland Roden, Keegan Allen, Pasha Lychnikoff, Denzel Whitaker e George Janko, e racconta la storia di una celebrità dei social media la cui avventura a sorpresa per il compleanno va fuori controllo.

## Trama
Cole Turner vola a Mosca per celebrare i dieci anni del suo vlog di successo, #ESCAPEREALLIFE. Insieme a lui ci sono la sua ragazza Erin, il suo migliore amico Thomas e Dash e Sam. Una volta arrivati in Russia, Dash presenta al gruppo Alexei Koslov, personalità ricca e mondana, il quale promette di organizzare un'esperienza in un'escape room fuori dal comune.
La sera stessa si ritrovano tutti all'interno di una discoteca, insieme ad Alexei e la sua ragazza Viktoria. Però il gruppo ha un incontro con un paio di mafiosi, i quali minacciano delle ritorsioni, il tutto prima dell'intervento dei bodyguards di Alexei. Il giorno successivo Cole ed Erin prendono parte a un breve giro turistico, guidati dall'autista personale di Alexei, il quale dà dei soldi da spendere a Cole. All'interno delle banconote, Cole trova un pezzo di carta con su scritto un codice.
Alexei accompagna il gruppo di amici alla escape room. L'esperienza verrà trasmessa in diretta tramite il cellulare di Cole e le telecamere di sicurezza montate all'interno della struttura. L'escape room ricrea una prigione bolscevica, e Cole ha il compito di superare varie prove per poter liberare i suoi amici, i quali sono collegati a diversi strumenti di tortura, il tutto prima che il tempo scada. Nella prima stanza, Cole deve sezionare un cadavere e recuperare una chiave che è stata posta al suo interno. La seconda prova consiste nel risolvere un puzzle composto da ingranaggi al fine di liberare Dash da una vergine di ferro e Thomas da una macchina per lo stretching. A questo punto, Cole, Dash e Thomas risolvono un labirinto di metallo per liberare Sam, la quale è seduta su una sedia elettrica. I quattro, successivamente, trovano Erin imprigionata in una vasca piena d'acqua. Thomas risolve il puzzle legato alla cella di Erina, ma i quattro non riescono ad aprire lo sportello del serbatoio della vasca. Erin inizia ad annegare, così che Cole e gli altri iniziano ad implorare Alexei di fermare il gioco, ma quest'ultimo non risponde. A questo punto Cole rompe il serbatoio e riesce a salvare Erin.
Una volta fuori, il gruppo scopre che Alexei è scomparso e le sue guardie sono state uccise. I mafiosi che avevano incontrato in discoteca la sera precedente, sembrano giustiziare Viktoria davanti a tutti. A quel punto il gruppo di amici viene rapito. Essi si riprendono in un magazzino dove il boss dei mafiosi, Andrei, schernisce Cole, il tutto in livestream durante quella che sembra un'operazione di traffico di esseri umani. Nel frattempo, Cole assiste all'omicidio di Sam, alla quale viene tagliata la gola, e Dash viene torturato a morte. Cole utilizza il codice che aveva trovato nascosto nel denaro che gli era stato consegnato da Alexei e riesce ad aprire una delle porte e a scappare. Incontra l'autista di Alexei, il quale gli conferma di aver cercato di aiutarlo per tutto il tempo. A quel punto Cole si nasconde e i mafiosi prendono Igor.
Cole riesce a trovare Thomas e lo libera. Però uno degli scagnozzi affronta quest'ultimo e i due cadono nel pozzo di un ascensore, e sembrano morire entrambi. Cole spia Alexei mentre dà ordini ai mafiosi, e quest'ultimo sembra giustiziare Igor per il suo tradimento. Cole trova Andrei, che sta torturando Erin, e gli spara, usando una pistola che aveva trovato in precedenza, ma Andrei sembra non provare alcun dolore, e giustizia Erin davanti a Cole.
A questo punto Cole decide di affrontare Alexei. Egli cerca di spiegare a Cole che nulla era reale e che i suoi amici sono vivi e stanno bene, ma Cole, incapace di controllare la sua rabbia, lo picchia selvaggiamente, uccidendolo. Solo successivamente il gruppo conferma l'elaborato scherzo, e nel mentre aveva organizzato una festa a sorpresa per celebrare Cole e il suo vlog.

## Produzione
Il film riunisce molti dei membri del film del 2017, Escape Room, scritto e diretto in modo simile da Wernick. Originariamente intitolato Follow Me, il titolo è stato cambiato per il debutto negli Stati Uniti in No Escape. Il film è stato finanziato in modo indipendente e prodotto da Wernick, Sonia Lisette, Jeff e Kelly Delson.

## Distribuzione
Il film è uscito il 17 luglio 2020 in Australia e in alcuni paesi asiatici a causa delle chiusure cinematografiche negli altri mercati. È stato distribuito nelle sale in tutto il mondo e per un video on demand limitato il 18 settembre 2020.
Da dicembre 2021, il film è disponibile sulla piattaforma di streaming Infinity.

## Accoglienza
Secondo Rotten Tomatoes, il film ha un indice di gradimento del 20% sulla base di 10 recensioni, con una valutazione media di 3,88 / 10.